# Chvalnov

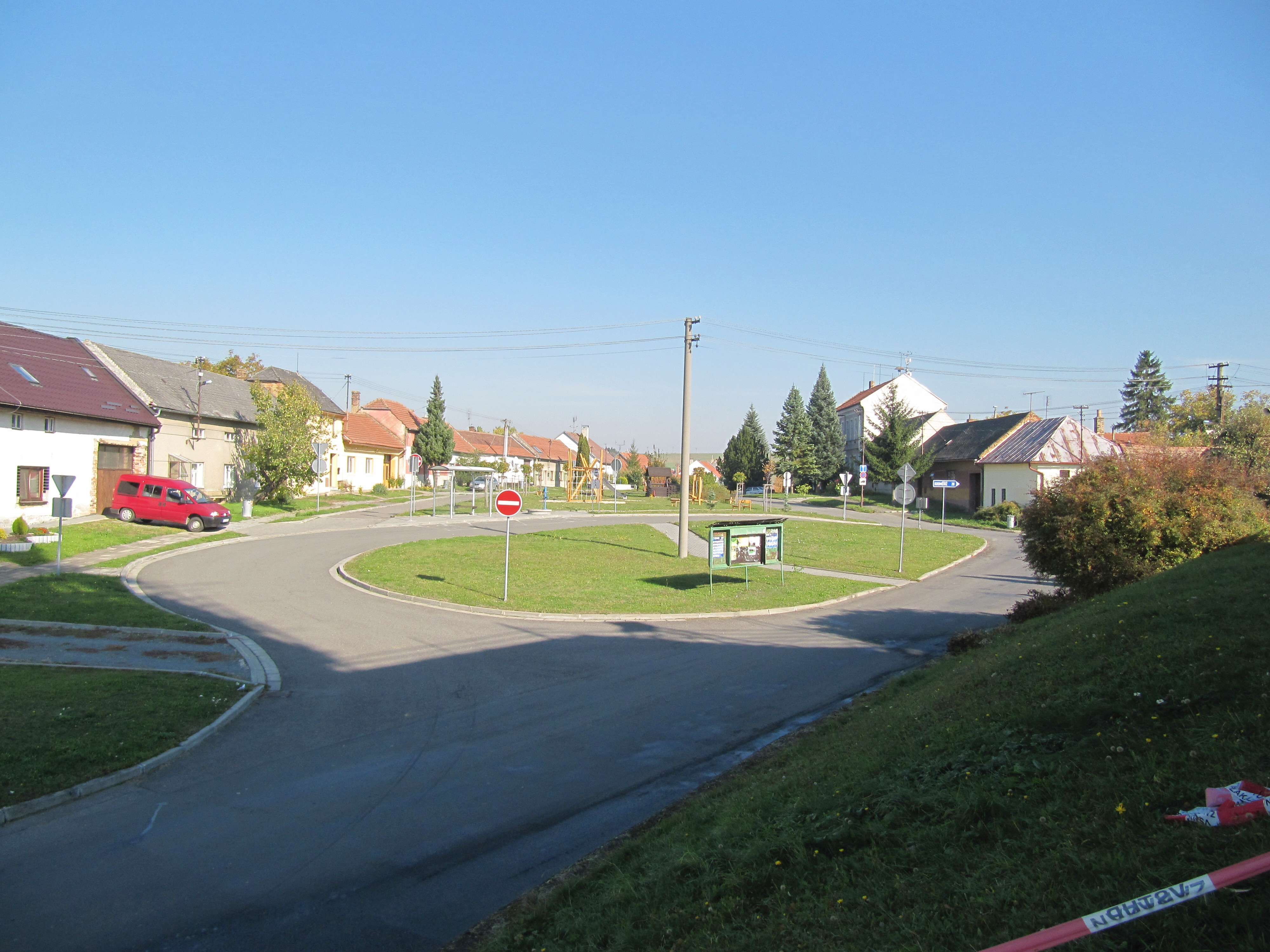
Chvalnov-Lísky, Kreis Kroměříž, Tschechien, Ortsteil Chvalnov. Blick auf den Dorfplatz von der Kirche Hl. Jakob.

Chvalnov (deutsch Chwalnow) ist ein Ortsteil der Gemeinde Chvalnov-Lísky in Tschechien. Er liegt 19 Kilometer südwestlich von Kroměříž und gehört zum Okres Kroměříž.

## Geographie
Chvalnov erstreckt sich am Übergang vom Marsgebirge zum Littentschitzer Bergland oberhalb der Einmündung der Prusinovka im Tal des Baches Chvalnovský potok. Nordöstlich erheben sich der Lášovec (372 m) und der Chlum (402 m), im Osten der Špílberk (415 m), die Prusinovka (515 m), der Jankův kopec (487 m), die Pláňava (569 m), der Malé Brdo (585 m) und der Brdo (587 m), südöstlich der Dlouhý (397 m) sowie im Nordwesten der Na Pasekách (380 m).
Nachbarorte sind Strabenice und Honětice im Norden, Rozárov, Roštín und Cetechovice im Nordosten, Prusinovka im Osten, Salaš und Staré Hutě im Südosten, Zástřizly und Přílepy im Süden, Střílky und Kožušice im Südwesten, Malínky im Westen sowie Lísky und Nový Dvůr Marie im Nordwesten.

## Geschichte
Die erste schriftliche Erwähnung der Dörfer Stary Chwalnow und Nowy Chwalnow erfolgte 1382, als diese in der Landtafel als seit 1371 im Besitz des Hartleb von Kunkovice aus dem Vladikengeschlecht von Zástřizl eingetragen wurden. Ab 1386 ist nur noch von einem Dorf Chwalnow die Rede. Es ist nicht bekannt, ob eines der beiden ursprünglichen Dörfer erlosch, oder beide zu einem Dorf vereinigt worden sind. Der Fund von Knochengräbern sowie eines Denars aus der Zeit des Fürsten Ulrich von Brünn am Steinbruch von Prusinovka im Jahre 1933 bekräftigte alte Überlieferungen, wonach das alte Chwalnow östlich des heutigen Dorfes am Rande der Wälder des Marsgebirges gestanden sein soll. Die Pfarre Chwalnow ist seit 1389 belegt. Im Jahre 1397 wurde der Ort als Chwalenow bezeichnet. Die Kunkovický von Zástřizl hielten Chvalnov bis 1490, danach wurde das Gut an die Herrschaft Litenčice angeschlossen. Ab 1568 gehörte die Herrschaft dem ungarischen Katholiken Gabriel Meylath von Fagarosch. Danach wechselten die Besitzer vielfach. Zu Beginn des 17. Jahrhunderts bestand Chvalnov aus 31 untertänigen Anwesen sowie einem Herrenhaus, einer herrschaftlichen Schänke, einem Hof, einer Schäferei und drei Mühlen. Während des Dreißigjährigen Krieges verödete der Ort. Die erste schriftliche Erwähnung der Feste Chvalnov erfolgte im Jahre 1627. 1667 kaufte Melichar Ledenický von Ledenice Chvalnov, er veräußerte den Besitz noch im selben Jahre an Peter Ignaz von Stomm. Das älteste Ortssiegel von Chwalnow stammt aus dem Jahre 1668, es zeigt einen aufrecht stehenden Löwen, der eine Lilie hält. Im Jahre 1670 lagen noch 21 der 31 Wirtschaften wüst. 1671 wurden eine Herrschaftliche Brauerei und Brennerei in Chvalnov erwähnt. Nachdem Peter Ignaz ältester Sohn Johann Franz Hannibal Freiherr von Stomm 1697 die Herrschaft Litenčice aufgekauft hatte, schlug er das Gut Chvalnov wieder dieser zu. 1709 brannte die Feste Chvalnov nieder, sie wurde nicht wiederaufgebaut. Drei Jahre später verkaufte Johann Franz Hannibal von Stomm Litenčice mit allem Zubehör an Franz Wilhelm Freiherrn von Thonsern. Ihm folgte dessen Sohn Franz Josef Philipp Anton Felix. Nach dem Erlöschen des Geschlechts von Thonsern erbte 1778 Franz Anton Podstatzky von Prusinowitz unter der Bedingung der Übernahme des Namens Thonsern den Besitz. Daraus entstand der Familienzweig der Podstatzky von Prusinowitz-Thonsern. Bis 1827 blieb Chvalnov mit der Herrschaft Litenčice verbunden, danach wurde das Dorf an das Gut Cetechovice angeschlossen. Bis zur Mitte des 19. Jahrhunderts blieb Chvalnov nach Cetechovice untertänig.
Nach der Aufhebung der Patrimonialherrschaften bildete Chwalnow ab 1850 eine Gemeinde in der Bezirkshauptmannschaft Kremsier. Der heutige Ortsname Chvalnov wird seit 1872 verwendet. Im Jahre 1881 zerstörte ein Großfeuer das halbe Dorf. Im Jahr darauf brannten erneut mehrere Häuser nieder. In der Folge der Brände gründete sich 1898 eine Freiwillige Feuerwehr. Mit Beginn des Jahres 1961 erfolgte der Zusammenschluss mit Lísky zur Gemeinde Chvalnov-Lísky. Im Jahre 1991 hatte Chvalnov 196 Einwohner. Beim Zensus von 2001 lebten in den 96 Häusern des Dorfes 213 Personen.

## Ortsgliederung
Zu Chvalnov gehört die Einschicht Prusinovka.

## Sehenswürdigkeiten
- Kirche Jakobus des Älteren, die alte Kirche entstand im 14. Jahrhundert und besaß im Jahre 1400 drei Glocken. Der heutige Bau wurde 1763 unter Franz Josef Philipp Anton Felix von Thonsern errichtet. Die drei Altarbilder schuf 1767 der Maler Franz Anton Sebastini aus Kojetín.
- Naturdenkmal Přehon, nördlich des Ortes
- Burgstall Chvalnov, auf der Kuppe westlich des Ortes